# Leggenda napoleonica

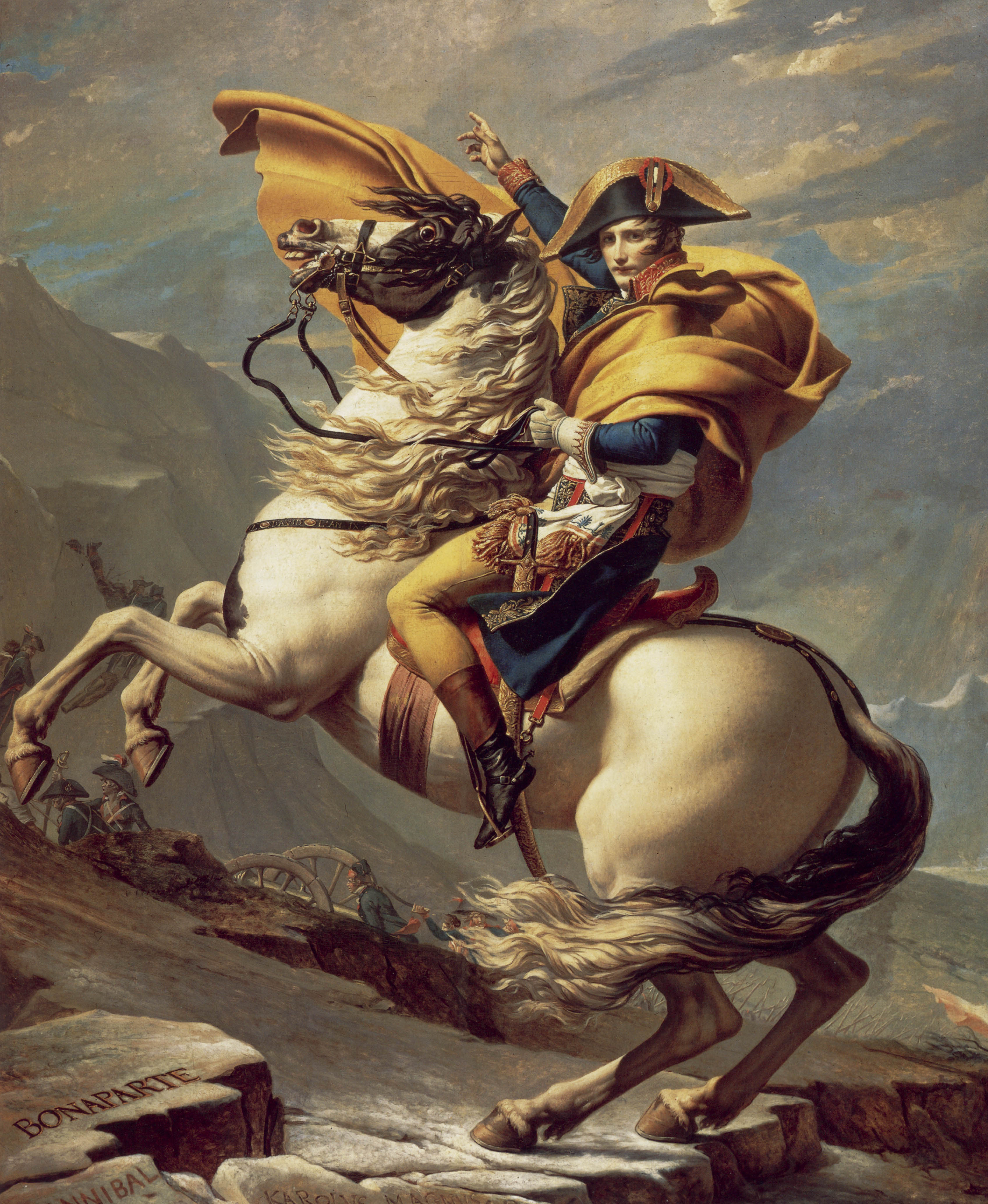
Una delle immagini celebrative di Napoleone più celebri, dipinta da Jacques-Louis David.

Col termine di leggenda napoleonica si indica quell'insieme di aneddoti, opere d'arte, opere letterarie, musicali e quant'altro sia stato pensato per celebrare Napoleone Bonaparte e farne l'oggetto di un mito o di un culto. Pochi uomini nella storia dell'umanità hanno saputo suscitare tanta ammirazione, e anche pareri così contrastanti sulla sua persona come Napoleone. Dalle origini della sua carriera militare a quelli della sua carriera politica e sino al colpo di stato del 18 brumaio, come pure la sua ascesa inaspettata e velocissima, le sue conquiste e vittorie militari, furono tutti elementi che lo resero una delle personalità più note della storia della Francia e dell'Europa, una figura leggendaria che sopravvive nella memoria comune sino ai nostri giorni.
La leggenda napoleonica assunse caratteristiche persino messianiche, al punto che Élie Faure, nella sua opera Napoléon, lo comparò ad un "profeta dei tempi moderni", per le idee che egli seppe diffondere in Europa e nel mondo dell'epoca, ereditandole dalla Rivoluzione Francese e apportandovi egli stesso delle modifiche.

## Origine e costruzione del mito napoleonico

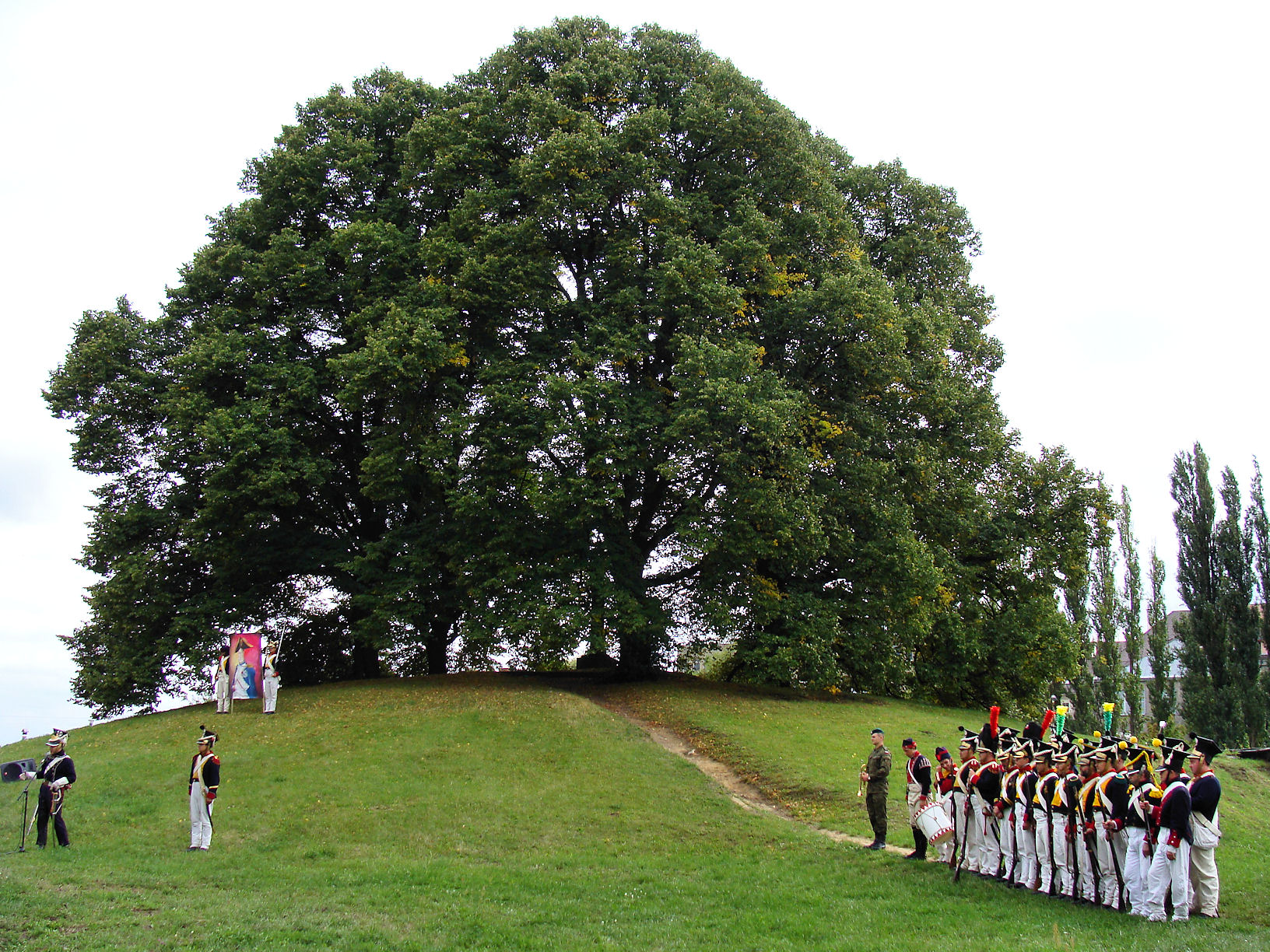
Celebrazione dell'anniversario della nascita di Napoleone Bonaparte con un gruppo di ricostruzione storica con uniforme napoleoniche d'epoca sulla "collina di Napoleone" a Stettino (Polonia), 2008

Napoleone fu lui stesso il principale artefice della sua leggenda vivente. Nell'opera Napoléon journaliste, Antonin Périvier scrisse a tal proposito: 
. Dalla prima campagna d'Italia del 1797, mise in atto una propaganda a suo favore, facendo pubblicare in Italia i bollettini destinati a glorificare le sue azioni militari e a condizionare le opinioni. Il 20 luglio pubblicò il Courrier de l'armée d'Italie, poi il 10 agosto La France vue de l'armée d'Italie ed a Parigi il Journal de Bonaparte et des hommes vertueux per iniziativa dei suoi fratelli Giuseppe e Luciano il 19 febbraio 1797. In questi articoli, egli commentò il valore delle sue azioni e la situazione politica in Francia. Im articoli come il Courrier
, e nel Journal de Bonaparte: 
. Questi giornali e la propaganda che diffusero in Francia permisero di distinguere Bonaparte da altri generali della Repubblica e contribuirono ad aumentare la sua popolarità verso l'opinione pubblica.
Il Le Mémorial de Sainte-Hélène, opera preminente di propaganda scritta nel 1823 (dopo la morte di Napoleone) da Emmanuel de Las Cases, rigenerò la leggenda dorata e pose le basi per il bonapartismo.
Quando la leggenda nera venne a reificarsi con suo nipote Napoleone III e la parte finale del suo regno (in particolare la perdita dell'Alsazia e della Lorena) venne vivamente criticato da scrittori come Victor Hugo, Henri Rochefort e Maurice Joly, e da uomini politici come Maurice Barrès che preferirono tornare al vero Napoleone, quello delle conquiste vittoriose, che diveniva ora l'ispiratore del revanchismo. Il maresciallo Foch e Joseph Joffre, dissero apertamente di essersi ispirati nella loro carriera alle strategie napoleoniche per ottenere le loro vittorie nella grande guerra.

## Il mito nell'arte
Napoleon è una figura storica popolare, grazie anche ad una prolifica serie di opere pittoriche, cinematografiche e letterarie a lui dedicate.

### Arte

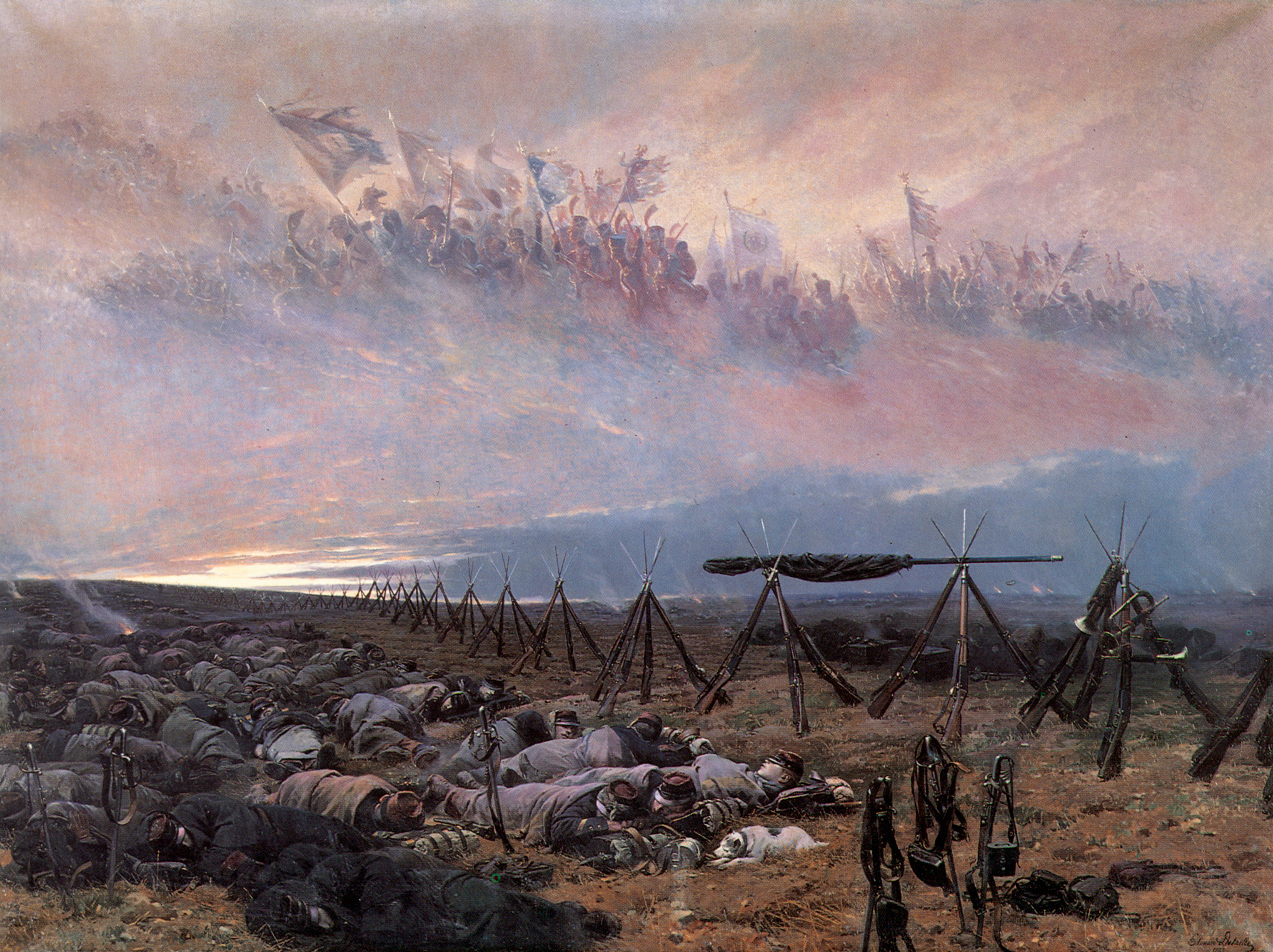
Le Rêve (1888), dipinto di Detaille (Musée d'Orsay)

L'arte contribuì indubbiamente alla leggendo napoleonica già quando Napoleone era in vita, grazie a dipinti di propaganda, incisioni, sculture e altre opere di artisti come David e Antoine-Jean Gros tra gli altri. Napoleone venne raffigurato in ritratti anche dopo la sua morte, traducendo così la nostalgia della Francia napoleonica anche in tempi a lui storicamente lontani. Ad esempio il dipinto Le rêve di Édouard Detaille (che attualmente si trova al musée d'Orsay) rappresenta una allegoria di tre soldati francesi del 1870 che dormono, mentre nel cielo le nuvole si tramutano nel sogno della Grande Armata vittoriosa. Questo genere di quadri mostrano chiaramente l'idea di una Francia vittoriosa ed unita sopra i fondamenti della leggenda napoleonica.

### Letteratura
Honoré de Balzac illustrò la sua ammirazione per Napoleone scrivendo Une conversation entre onze heures et minuit, estratto di Contes bruns: 

### Musica
Un lied del poeta tedesco Heinrich Heine, pubblicato nel 1822 ed intitolato Die Grenadiere, o Die beiden Grenadiere, Les deux grenadiers evoca il fascino esercitato dal comandante della Grande Armata sui suoi uomini. Hector Berlioz compose il suo Te Deum in suo onore nel 1849.

### Cinema
Il personaggio di Napoleone è apparso in oltre 200 film ed è stato interpretato tra gli altri da Abel Gance, Albert Dieudonné, Raymond Pellegrin, Marlon Brando, Daniel Gélin, Pierre Mondy, Rod Steiger, Philippe Torreton, Christian Clavier. Stanley Kubrick, desideroso di fare un film sulla figura di Napoleone, abbandonò poi il progetto a favore di altri film, ma ebbe sempre il rammarico di non essere riuscito a iniziarlo.

### Fumetti e caricature
Napoleone ha conosciuto grande fama anche presso i giovani ed in ritratti meno formali grazie ai fumetti che raccontano la sua vita come nel caso delle opere di Roger Lécureux e Guido Buzzelli, che raccontano interamente la vita dell'imperatore in uno stile di disegno realistico. Altre opere come Napoléon Bonaparte di Guy Hempey e Pierre Brochard ed ancora i tre album della serie Napoléon dei belgi Liliane Funcken e Fred Funcken seguono la medesima scia.
Ma il mito di Napoleone è stato spesso anche caricaturato, mettendo in luce in particolare la sua megalomania. È stato questo il caso di Jean-Marc Rochette che ha presentato un'opera in questo senso al festival di Angoulême col titolo Napoléon et Bonaparte, che racconta le divertenti avventure di due pazzi che entrambi pretendono di essere il celebre militare. Napoleone venne caricaturato anche mentre era in vita, soprattutto su giornali inglesi e da quelli francesi nel periodo della Restaurazione.

## Un mito della storiografia francese

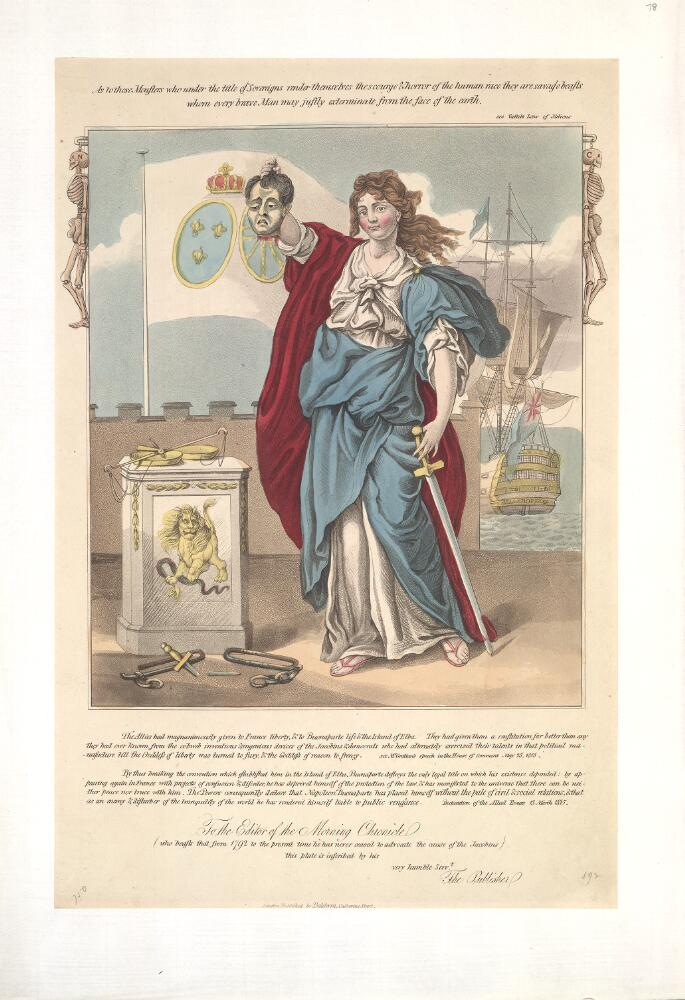
Caricatura inglese che rappresenta la Giustizia che tiene in mano la testa di Napoleone.

Spesso è stato indicato come Napoleone sia stato un mito per la sola Francia e per l'esaltazione delle sue glorie, mentre nei territori conquistati, in particolare dove i francesi non erano ben visti, si sviluppò una cultura anti-napoleonica altrettanto forte. Nella penisola iberica la figura de L'Ogre persiste ancora oggi anche a livello teatrale, come pure i dipinti del Goya Dos de Mayo e Tres de Mayo illustrano, per certi versi, una certa ambiguità della figura di Napoleone, da un lato splendore della sua patria, dall'altro autore di atrocità alla popolazione civile inerme.